# Будиковани
Будиковани (слч. Budikovany) насељено је мјесто са административним статусом сеоске општине (слч. obec) у округу Римавска Собота, у Банскобистричком крају, Словачка Република.

## Становништво
| Година:    | 1994. | 2004.    | 2014. | 2024.    |
| ---------- | ----- | -------- | ----- | -------- |
| Број људи: | 69    | 59       | 59    | 66       |
| Разлика:   |       | -14,49 % | +0 %  | +11,86 % |

| Година:    | 2023. | 2024.   |
| ---------- | ----- | ------- |
| Број људи: | 65    | 66      |
| Разлика:   |       | +1,53 % |

Према подацима о броју становника из 2011. године насеље је имало 53 становника.